# بنجامين داهل هاغن
بنجامين داهل هاغن (بالنرويجية البوكمول: Benjamin Dahl Hagen)‏ (9 يناير 1988 بأوسلو في النرويج - ) هو لاعب كرة قدم نرويجي في مركز الدفاع. لعب مع نادي فريدريكستاد ونادي فوليرينغا وFollo FK ‏ وSki IL ‏.

## وصلات خارجية
- بنجامين داهل هاغن على موقع اتحاد النرويج (النرويجية)
- بنجامين داهل هاغن على موقع قاعدة بيانات كرة القدم.إي يو (الإنجليزية)